# Jiří Novotný (hockeista su ghiaccio)
Jiří Novotný (Pelhřimov, 12 agosto 1983) è un dirigente sportivo, allenatore di hockey su ghiaccio ed ex hockeista su ghiaccio ceco professionista che giocava nel ruolo di centro. Dalla stagione 2009-10 gioca nella Kontinental Hockey League prima con l'Atlant Mytišči poi con il Barys Astana e stagione 2012-13 dalla con l'HC Lev Praga di cui è il capitano. In precedenza ha giocato nella National Hockey League con Buffalo, Washington e con Columbus.

## Statistiche
Statistiche aggiornate ad settembre 2012..

### Club
| Stagione   | Squadra               | Stagione regolare | Stagione regolare | Stagione regolare | Stagione regolare | Stagione regolare | Stagione regolare | Playoff | Playoff | Playoff | Playoff | Playoff |
| Stagione   | Squadra               | Lega              | P                 | G                 | A                 | Pt                | PIM               | P       | G       | A       | Pt      | PIM     |
| ---------- | --------------------- | ----------------- | ----------------- | ----------------- | ----------------- | ----------------- | ----------------- | ------- | ------- | ------- | ------- | ------- |
| 2000–01    | HC České Budějovice   | CZE               | 19                | 0                 | 4                 | 4                 | 2                 | —       | —       | —       | —       | —       |
| 2001–02    | HC České Budějovice   | CZE               | 41                | 8                 | 6                 | 14                | 6                 | —       | —       | —       | —       |         |
| 2002–03    | Rochester Americans   | AHL               | 43                | 2                 | 9                 | 11                | 14                | 3       | 0       | 1       | 1       | 10      |
| 2003–04    | Rochester Americans   | AHL               | 48                | 1                 | 14                | 15                | 16                | 13      | 0       | 1       | 1       | 10      |
| 2004–05    | Rochester Americans   | AHL               | 61                | 5                 | 20                | 25                | 36                | 9       | 2       | 2       | 4       | 4       |
| 2005–06    | Rochester Americans   | AHL               | 66                | 17                | 37                | 54                | 40                | —       | —       | —       | —       | —       |
| 2005–06    | Buffalo Sabres        | NHL               | 14                | 2                 | 1                 | 3                 | 0                 | 4       | 0       | 0       | 0       | 0       |
| 2006–07    | Buffalo Sabres        | NHL               | 50                | 6                 | 7                 | 13                | 26                | —       | —       | —       | —       | —       |
| 2006–07    | Washington Capitals   | NHL               | 18                | 0                 | 6                 | 6                 | 2                 | —       | —       | —       | —       | —       |
| 2007–08    | Columbus Blue Jackets | NHL               | 65                | 8                 | 14                | 22                | 24                | —       | —       | —       | —       | —       |
| 2008–09    | Columbus Blue Jackets | NHL               | 42                | 4                 | 3                 | 7                 | 14                | —       | —       | —       | —       | —       |
| 2009-10    | Atlant Mytišči        | KHL               | 45                | 12                | 21                | 33                | 8                 | 4       | 0       | 1       | 1       | 0       |
| 2010-11    | Barys Astana          | KHL               | 53                | 12                | 29                | 41                | 78                | 4       | 0       | 0       | 0       | 2       |
| 2011-12    | Barys Astana          | KHL               | 42                | 9                 | 13                | 22                | 22                | 7       | 0       | 3       | 3       | 25      |
| 2012-13    | Lev Praga             | KHL               | 43                | 6                 | 9                 | 15                | 18                | 4       | 1       | 0       | 1       | 4       |
| Totale NHL | Totale NHL            | Totale NHL        | 189               | 20                | 31                | 51                | 66                | 4       | 0       | 0       | 0       | 0       |
| Totale KHL | Totale KHL            | Totale KHL        | 183               | 40                | 71                | 111               | 126               | 19      | 1       | 4       | 5       | 31      |

### Nazionale
| Stagione  | Livello        | Risultati         | Risultati | Risultati | Risultati | Risultati | Risultati |
| Stagione  | Livello        | Competizione      | P         | G         | A         | Pt        | PIM       |
| --------- | -------------- | ----------------- | --------- | --------- | --------- | --------- | --------- |
| 2000      | Rep. Ceca U-18 | U18               | 6         | 0         | 2         | 2         | 0         |
| 2001      | Rep. Ceca U-18 | U18               | 6         | 4         | 3         | 7         | 2         |
| 2001      | Rep. Ceca U-18 | International-Jr. | 24        | 4         | 3         | 7         | 2         |
| 2002      | Rep. Ceca U-20 | WJC               | 7         | 0         | 2         | 2         | 4         |
| 2002      | Rep. Ceca U-20 | International-Jr. | 12        | 0         | 2         | 2         | 4         |
| 2002      | Rep. Ceca      | EHT               | 3         | 0         | 0         | 0         | 0         |
| 2002      | Rep. Ceca      | International     | 6         | 2         | 0         | 2         | 0         |
| 2003      | Rep. Ceca U-20 | WJC               | 6         | 0         | 1         | 1         | 2         |
| 2007      | Rep. Ceca      | WC                | 6         | 0         | 0         | 0         | 0         |
| 2007      | Rep. Ceca      | International     | 8         | 1         | 0         | 1         | 8         |
| 2008      | Rep. Ceca      | WC                | 7         | 1         | 1         | 2         | 2         |
| 2008      | Rep. Ceca      | International     | 8         | 2         | 1         | 3         | 4         |
| 2010      | Rep. Ceca      | WC                | 9         | 1         | 5         | 6         | 12        |
| 2010      | Rep. Ceca      | International     | 26        | 2         | 7         | 9         | 22        |
| 2011      | Rep. Ceca      | WC                | 9         | 0         | 2         | 2         | 0         |
| 2011      | Rep. Ceca      | EHT               | 9         | 1         | 2         | 3         | 2         |
| 2011      | Rep. Ceca      | International     | 23        | 2         | 4         | 6         | 6         |
| 2012      | Rep. Ceca      | WC                | 10        | 4         | 1         | 5         | 0         |
| 2012      | Rep. Ceca      | EHT               | 9         | 1         | 2         | 3         | 2         |
| 2012      | Rep. Ceca      | International     | 24        | 8         | 4         | 12        | 2         |
| 2013      | Rep. Ceca      | EHT               | 6         | 1         | 0         | 1         | 4         |
| 2013      | Rep. Ceca      | International     | 8         | 1         | 0         | 1         | 4         |
| Totale WC | Totale WC      | Totale WC         | 41        | 6         | 9         | 15        | 14        |

## Palmarès

### Club
- Campionato ceco Under-18: 1

 České Budějovice: 1999-2000

### Nazionale
- Campionato mondiale di hockey su ghiaccio: 1

 Rep. Ceca: 2010
- Campionato mondiale di hockey su ghiaccio: 2

 Rep. Ceca: 2011, 2012